# 53-я ракетная армия
53-я Краснознамённая ракетная армия (другое название (просторечное) — Читинская ракетная армия) — оперативное объединение в составе Ракетных войск стратегического назначения СССР, а после Ракетных войск стратегического назначения Российской Федерации.
Управление армии дислоцировалось в городе Чита.

## История

### Советский период
С образованием в СССР 17 декабря 1959 года нового вида вооружённых сил — Ракетных войск стратегического назначения, в войсках происходило укрупнение объединений. На базе управлений ранее существовавших отдельных ракетных корпусов и управлений воздушных армий Дальней авиации создавались управления ракетных армий. Одновременно с созданием ракетных армий продолжали создаваться новые отдельные ракетные корпуса.
В связи с набиравшим обороты советско-китайским расколом, на Дальнем Востоке и в Забайкалье создавались отдельные ракетные корпуса для противодействия военной угрозе со стороны Китая.
Так был создан по приказу Министра обороны СССР № 0014, от 15 февраля 1961 года, 8-й отдельный ракетный корпус с дислокацией управления корпуса в городе Чита. В состав корпуса вошли управление и 4-я и 47-я ракетные дивизии. В 1962 году в состав корпуса вошла 36-я ракетная дивизия. Одновременно с 8-м корпусом на Дальнем Востоке, в феврале 1961 года был создан 9-й отдельный ракетный корпус, с дислокацией управления корпуса в городе Благовещенск. В состав 9-го корпуса вошли 27-я и 45-я ракетные дивизии и 81-й отдельный ракетный полк. В мае 1961 года в состав корпуса также вошла 60-я ракетная дивизия, которая в 1964 году была передислоцирована в западную часть страны и переподчинена 5-му отдельному ракетному корпусу.
Первая волна создания ракетных армий пришлась на осень 1960 года, когда были созданы 43-я и 50-я ракетные армии.
Через десять лет, в апреле 1970 года, было принято решение о создании дополнительно 4 ракетных армий на базе остававшихся ракетных корпусов.
53-я ракетная армия (Читинская ракетная армия) была сформирована 1 июня 1970 года на основе 8-го отдельного ракетного корпуса, со включением в её состав расформированного 9-го отдельного ракетного корпуса.
День части 53-й ракетной армии был установлен как 8 июня.
В сентябре 1970 года расформированы 45-я ракетная дивизия и 81-й отдельный ракетный полк.
Состав 53-й ракетной армии на конец 1970 года был следующим:
- управление армии — Чита;
- 4-я ракетная дивизия — Дровяная, Читинская область;
- 47-я ракетная дивизия — Оловянная, Читинская область;
- 27-я ракетная дивизия — Свободный, Амурская область.

На конец 1972 года в составе 53-й армии несли боевое дежурство 20 ракетных полков, имевших на вооружении комплексы УР-100 и 9 полков с комплексами Р-16У с наземными и шахтными пусковыми установками. Всего в составе армии имелась 241 пусковая установка.
В период с 1973 по 1975 годы в 53-й армии происходило перевооружение на ракетные комплексы РСД-10 «Пионер» и УР-100К. Всего на боевое дежурство было поставлено 260 пусковых установок отдельного старта и 81 пусковая установка РСД-10.
В январе 1974 года из состава 33-й гвардейской ракетной армии в состав 53-й ракетной армии была передана 36-я гвардейская ракетная дивизия с дислокацией управления в городе Красноярск.
В период с 1976 по 1977 годы с боевого дежурства были сняты ракетные полки Р-16У.
В мае 1983 года из состава 50-й ракетной армии в состав 53-й ракетной армии была передана 23-я гвардейская ракетная дивизия, с передислокацией из городов Валга Эстонской ССР и Алуксне Латвийской ССР в город Канск Красноярского края.
В декабре 1985 года из состава 50-й ракетной армии в состав 53-й ракетной армии, также была передана 29-я гвардейская ракетная дивизия, с передислокацией из города Шяуляй Латвийской ССР в город Иркутск.
Таким образом к концу 1990 года состав 53-й армии увеличился до 6 соединений:
- управление армии — Чита;
- 4-я ракетная дивизия — Дровяная, Читинская область;
- 47-я ракетная дивизия — Оловянная, Читинская область;
- 27-я ракетная дивизия — Свободный, Амурская область.
- 36-я гвардейская ракетная дивизия — Красноярск
- 23-я гвардейская ракетная дивизия — Канск, Красноярский край;
- 29-я гвардейская ракетная дивизия — Иркутск.

К концу 1990 года в 53-й армии соединения делились по вооружению следующим образом:
- 3 ракетные дивизии отдельного старта
- 2 ракетные дивизии мобильных пусковых установок
- 1 ракетная дивизия смешанного состава.

Всего в составе 53-й армии на боевом дежурстве находилось 34 ракетных полка в составе 312 пусковых установок.
С 1991 года, в соответствии с Договором о сокращении стратегических наступательных вооружений происходило снятие с боевого дежурства и ликвидация ракетных комплексов УР-100К.
В 1991 году была расформирована 47-я ракетная дивизия.

### Объединение в Вооружённых Силах России
С распадом СССР объединение вошло в состав Ракетных войск стратегического назначения Вооружённых Сил Российской Федерации.
В декабре 1993 года была расформирована 27-я ракетная дивизия.
К декабрю 1994 года в 53-й армии были сняты с боевого дежурства все 26 ракетных полков отдельного старта, включавшие в себя 260 пусковых установок. В 1994 году 4-я ракетная дивизия переформируется из дивизии отдельного старта в дивизию мобильных пусковых установок, вооружённую ракетным комплексом «Тополь».
В конце 1995 года состав 53-й армии включал в себя 4 ракетные дивизии (4-я, 23-я, 29-я и 36-я), в составе которых были 11 ракетных полков мобильных пусковых установок (всего 99 пусковых установок) и 4 ракетных полка БЖРК (12 пусковых установок).
В период с 2001 по 2002 годы были расформированы 4-я и 36-я ракетные дивизии и отдельные части армейского подчинения. На материальной базе 36-й ракетной дивизии была создана 1330-я база хранения элементов БЖРК.
1 декабря 2002 года было расформировано управление 53-й ракетной армии.
Оставшиеся 23-я и 29-я ракетные дивизии, а также 1330-я база хранения элементов БЖРК были переданы в состав 33-й гвардейской ракетной армии.

## Командование

### Командующие
Список командующих 53-й ракетной армией:
- генерал-лейтенант Забегайлов Ю. П. — 1970—1974;
- генерал-лейтенант Котловцев Н. Н. — 1974—1981;
- генерал-лейтенант Егоров В. Ф. — 1981—1987;
- генерал-лейтенант Муравьёв В. А. — 1987—1992;
- генерал-лейтенант Соловцов Н. Е. — 1992—1994;
- генерал-майор Кириллов Ю. Ф. — 1994—1996;
- генерал-лейтенант Хуторцев С. В. — 1996—1997;
- генерал-лейтенант Дрёмов В. В. — 1997—2000;
- генерал-майор Синякович Л. Е. — 2000—2001;
- генерал-майор Гагарин В. Г. — 2001—2002.

### Начальники штаба — первые заместители командующего
- генерал-лейтенант Норенко, Юрий Николаевич — 1988—1994